# Sede impedida
La sede impedida es un hecho jurídico propio del derecho canónico y que se aplica a una cátedra episcopal cuando por cautiverio, relegación, destierro o incapacidad, el obispo diocesano se encuentra totalmente imposibilitado para ejercer su función pastoral en la diócesis, de suerte que ni aun por carta pueda comunicarse con sus diocesanos (CDC, canon 412).
En la Iglesia católica está legislado en el Código de Derecho Canónico de 1983, Libro II, Parte II, Sección II, Título I, Capítulo III, Artículo 1, cánones 412-415.